# محمد باشا العظم
البكلربك محمد باشا العظم (توفي عام 1783) هو سياسي عثماني شغل منصب والي دمشق منذ 1771 حتى 1772، ووالي صيدا  في الفترة (1763  – 1770)  وهو ابن أسعد باشا العظم ووالد محمد فوزي العظم .

## مناصبه
تولى المناصب التالية:
- والي صيدا (1763–1770)
- والي دمشق (1771-1772)